# Datura
|  | Aquest article tracta sobre el gènere. Si cerqueu l'espècie, vegeu «trompetes». |

Datura és un gènere que inclou nou espècies de plantes de floració vespertina pertanyents a la família de les solanàcies. La distribució precisa i natural de les espècies del gènere Datura és incerta, pel seu extens conreu i la naturalització en les regions temperades i tropicals del món. La seva distribució al continent americà, però, és molt probable que limita als Estats Units i Mèxic, on hi ha la major diversitat d'espècies.
Algunes plantes d'Amèrica del Sud abans considerades dins de Datura són ara considerades dins del gènere Brugmansia diferent (Brugmansia difereixen de Datura en què són llenyoses, fent arbustos o petits arbres, i en què té flors pèndules, en lloc d'erigir uns). Altres gèneres relacionats inclouen Hyoscyamus i Atropa.
La paraula datura ve de l'hindi dhatūrā ("poma espinosa ") d'aquest nom es remunta a 1662.Nathaniel Hawthorne fa referència a un tipus a «La lletra escarlata» com apple-Peru. A Mèxic, el seu nom comú és toloache.
Les larves d'alguns lepidòpters (papallones i arnes), incloent espècies Hypercompe indecisa, s'alimenten d'algunes espècies de Datura.

## Morfologia
Datura són plantes herbàcies anuals i de fulla perenne de vida curta que poden arribar fins a 2 metres d'alçada. Les fulles són alternes, de 10-20 cm de llarg i 5-18 cm, amb un marge lobulat o dentat. Les flors són erectes o difusió (no penjants com els de la Brugmansia estretament aliats), en forma de trompeta, de 5-20 cm de llarg i 4-12 cm a la boca, els colors varien de porpra blanc a groc, rosat i pàl·lid. El fruit és una càpsula espinosa de 4-10 cm de longitud i 2-6 cm d'amplada, que allibera nombroses llavors. Les llavors es dispersen lliurement en prats, camps i erms.
Datura pertany a les típiques "males herbes de bruixes", juntament amb la belladona, el jusquiam i la mandràgora. La majoria de les parts de les plantes contenen tòxics al·lucinògens, i Datura té una llarga història d'ús per provocar estats de deliri i la mort. Era ben sabut que és ingredient essencial de filtres d'amor i beuratges de bruixes.

## Espècies i cultivars
És difícil classificar una Datura a nivell d'espècie, i passa sovint que les descripcions de noves espècies són acceptades prematurament. Més tard es va trobar que aquestes "noves espècies" simplement eren varietats desenvolupades degut a les condicions en una ubicació específica. En general desapareixen en uns pocs anys. Contribueixen a confusió els fets que diverses espècies examinades com D. wrightii i D. inoxia són molt aparentment molt semblants, i que la variació dins d'una espècie pot ser extrema. Per exemple, Datura mostren una variació en la mida de la planta, la mida del fulla, i la mida de les flors, depenent de les condicions del lloc de creixement. La mateixa espècie, en créixer en un entorn humit i ombrívol pot esdevenir un arbust tan alt com una persona, però en créixer en un lloc molt sec només es convertirà en una petita planta a penes superior als turmells, amb flors minúscules i unes poques fulles en miniatura.
Els experts classifiquen només nou espècies dins de Datura:
- Datura ceratocaula Jacq.
- Datura discolor Bernh.
- Datura ferox L.
- Datura inoxia Mill.
- Datura leichhardtii F.Muell. ex Benth. (syn. D. pruinosa)
- Datura metel L.[3]
- Datura quercifolia Kunth
- Datura stramonium L. (syn. D. inermis)
- Datura wrightii Regel

## Cultiu

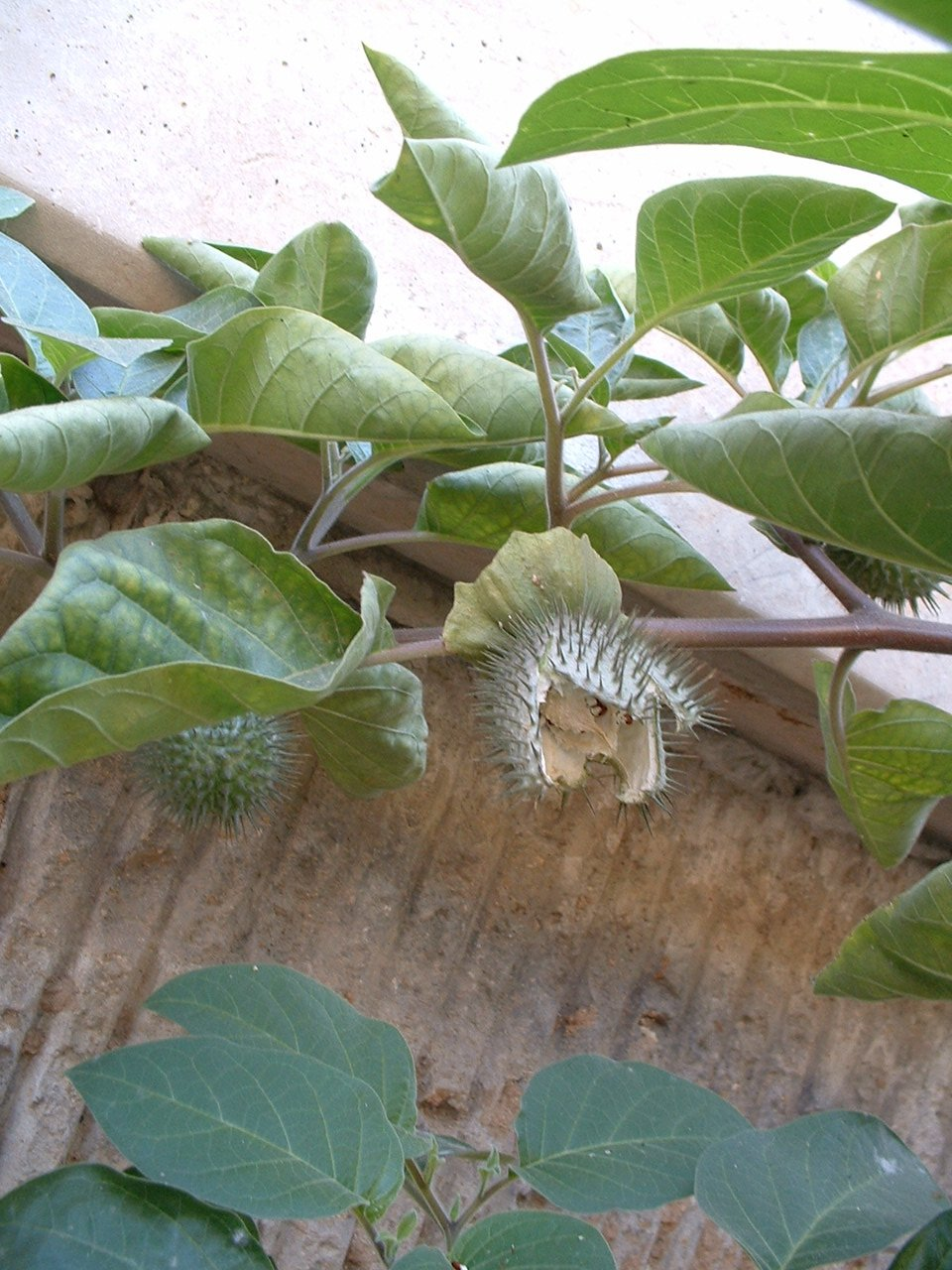
D. inoxia amb el fruit obert

Datura se solen plantar anualment a partir de les llavors produïdes en les beines espinoses, però amb cura, les plantes poden sobreviure a l'hivern. La majoria de les espècies són adequades per ser plantades a l'aire lliure o en testos. Com a regla general, es necessiten llocs càlids i assolellats i el sòl que mantindran seques les seves arrels. Quan es conrea a l'aire lliure en una bona ubicació, les plantes tendeixen a sembrar de nou i poden convertir-se en invasores. En recipients, han de tenir un sòl porós, airejat testos amb un drenatge adequat. Les plantes són susceptibles als fongs a la zona de l'arrel, de manera que els adobs orgànics i el compost han d'evitar-se.

## Toxicitat
Totes les plantes Datura examinades contenen alcaloides tropànics com escopolamina, hiosciamina i atropina, principalment en les llavors i flors. A causa de la presència d'aquestes substàncies, Datura s'ha usat durant segles en algunes cultures com a verí i al·lucinogen.
Hi pot haver una variació en la quantitat de toxina de 5:1 d'una planta a una altra, i la toxicitat d'una determinada planta depèn de la seva edat, del lloc on està creixent, i les condicions meteorològiques locals. Aquesta variació fa de Datura excepcionalment perillós com a droga. En les cultures tradicionals, una gran quantitat d'experiència i coneixement detallat de Datura era crític amb la finalitat de minimitzar el dany. Molts incidents moderns resulten tràgics en usuaris recreatius total de picada Datura. Per exemple, en els anys 1990 i 2000, els Estats Units els mitjans de comunicació recollien històries d'adolescents i adults joves que morien o es emmalaltien greument per la ingestió voluntària de Datura.
Així doncs, hi ha diversos informes en la literatura mèdica de les morts per intoxicació per Datura stramonium i Datura ferox.
Els nens són especialment vulnerables a l'enverinament per atropina, i el seu pronòstic acostuma a ser fatal.
En alguns llocs d'Europa i Índia, Datura és un popular verí per al suïcidi i l'assassinat. Entre 1950 i 1965, el State Chemical Laboratories d'Agra, Índia investigà 2.778 morts causades per la ingesta de Datura.
Els Centres per al Control i Prevenció de Malalties dels EUA han publicat informes d'enverinament accidental que han requerit hospitalització d'una família de sis membres que havien ingerit de manera inadvertida Datura usada com a ingredient en un guisat.
En alguns llocs està prohibit comprar, vendre o conrear plantes de Datura.

### Efectes de la ingestió
A causa de la potent combinació de substàncies anticolinèrgiques que conté, la intoxicació per Datura en general produeix un efecte similar al d'un deliri anticolinèrgic (en contraposició a l'al·lucinació): una completa incapacitat per diferenciar la realitat de la fantasia, hipertèrmia, taquicàrdia, comportament estrany i possiblement violent; i midriasi amb una possible severa fotofòbia dolorosa que pot durar diversos dies. L'amnèsia prolongada és un altre efecte comunament reportat.
Cap substància psicoactiva ha rebut tants informes negatius d'experiència recreativa com Datura. La immensa majoria dels que descriuen l'ús de la Datura trobar les seves experiències extremadament mentalment i físicament desagradable i sovint físicament perillós.

### Tractament
A causa del comportament agitat i el confús estat mental, les víctimes de la intoxicació per Datura solen ser hospitalitzades. El rentat gàstric i l'administració de carbó activat es pot utilitzar per reduir l'absorció de l'estómac del material ingerit. La fisostigmina s'utilitza mèdicament per neutralitzar l'efecte dels verins. Es poden administrar benzodiazepines per tal de frenar l'agitació del pacient, i sovint es proporciona tractament amb oxigenoteràpia, hidratació, i tractament dels símptomes. s'indica la l'observació del pacient fins que es resolen els símptomes, en general 24 a 36 hores després de la ingestió de Datura.